# Розвідувальний літак

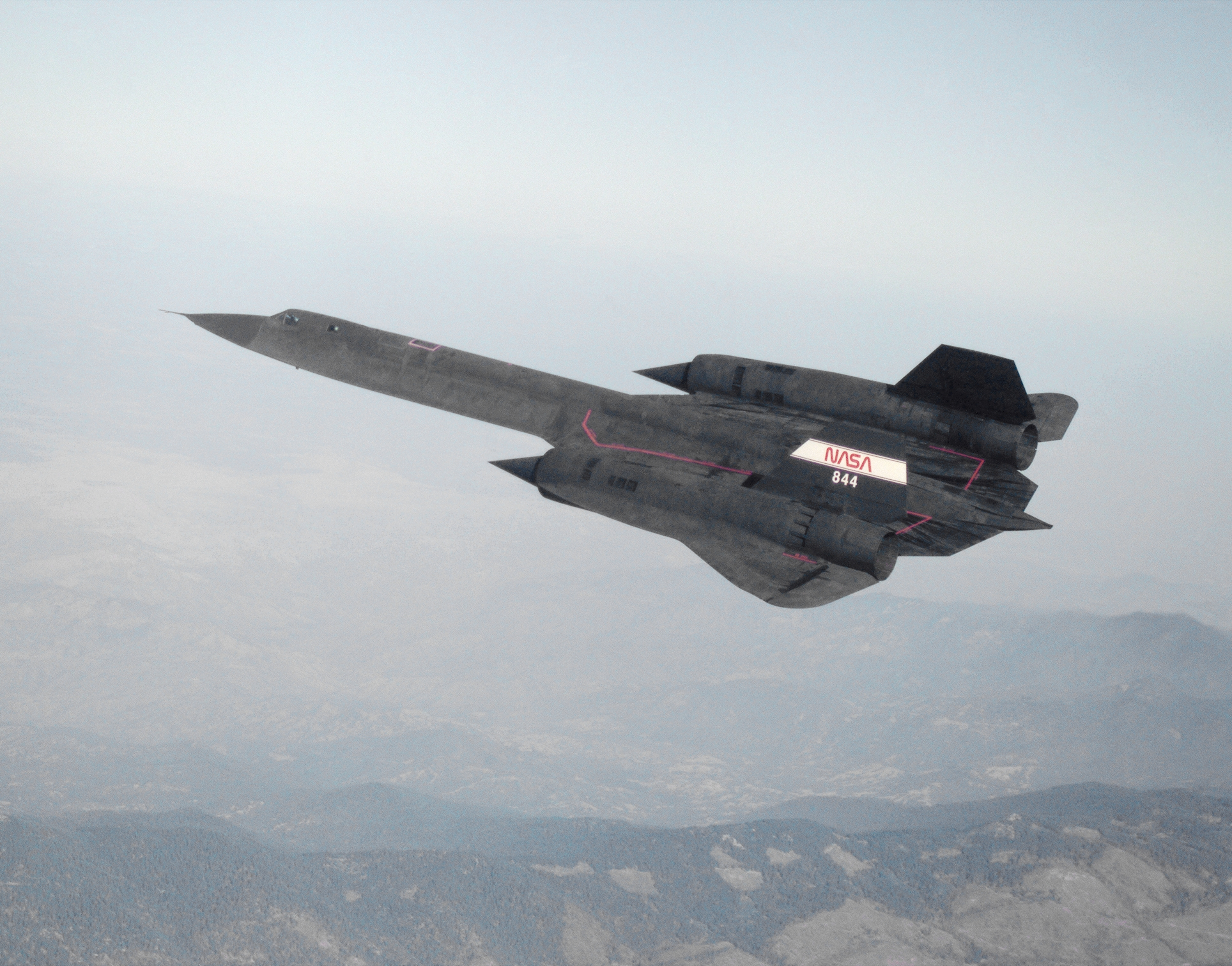
Висотний надзвуковий літак-розвідник SR-71 «Блекберд» (1992)

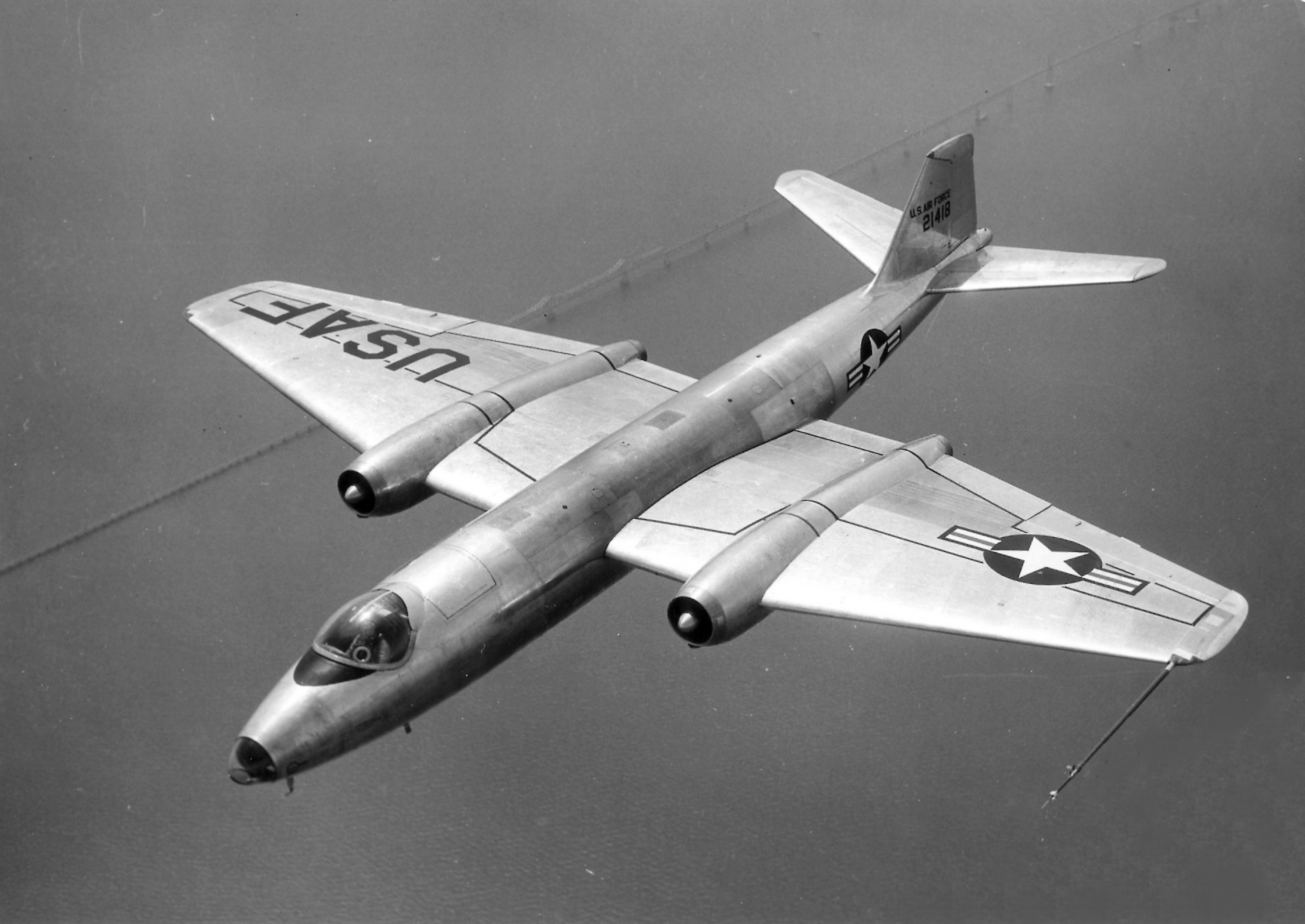
Розвідувальний літак B-57 Canberra

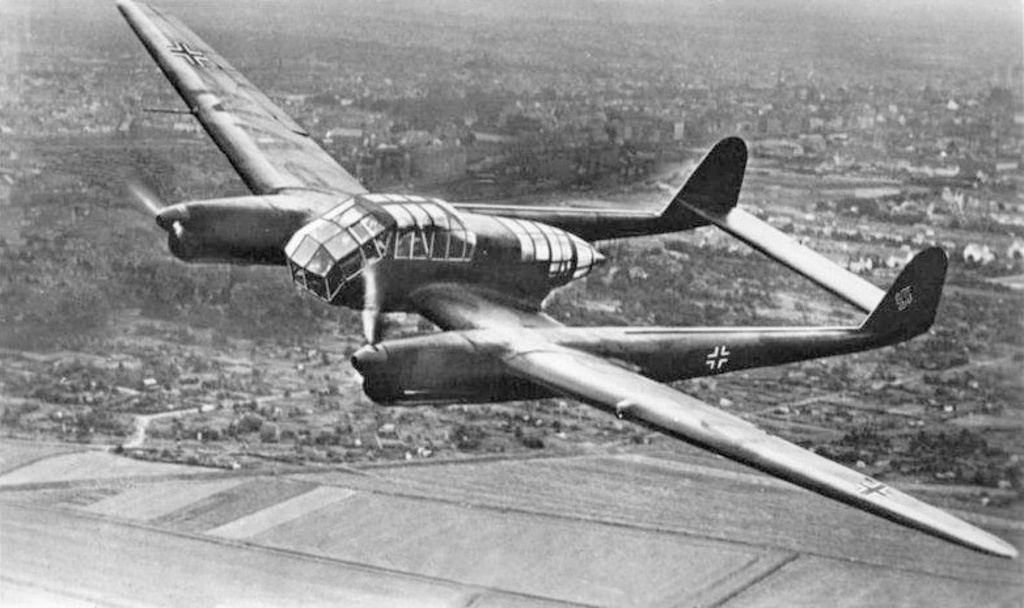
Німецький розвідувальний літак Focke-Wulf Fw 189 Uhu — «Рама»

Розвідувальний літак — військовий літак, призначений для ведення повітряної розвідки. Частина літальних апаратів розвідувальної авіації може нести певні типи озброєнь і здатна знищувати виявлені особливо важливі цілі.
Повітряна розвідка літаками може вестися такими методами:
- аерофотознімання;
- радіолокація;
- візуальне спостереження;
- радіоперехоплення і пеленгація.

## Історія
До XX століття збройними силами були здійснені перші спроби використання апаратів для ведення розвідки з повітря. Так, під час наполеонівських воєн та франко-прусської війни французи використовували повітряні кулі для повітряної розвідки.
З появою перших літаків однією з найголовніших завдань для них стало ведення спостереження за діями противника, виявлення цілей, пошук важливих об'єктів тощо. Вже з початку Першої світової війни літаки використовували на ранніх етапах воєнних дій у розвідувальних цілях як «очі армії» для допомоги сухопутним військам. З цього часу до 1945 року повітряна розвідка здебільшого проводилася за допомогою адаптованих версій стандартних винищувачів та бомбардувальників, оснащених плівковими камерами. До кінця Другої світової війни фотографія стала основним і найвідомішим методом збору розвідувальних даних з розвідувальних літаків.
Перша світова війна також стала першим конфліктом, де сторони почали використовувати літаючі човни для пошуку військових кораблів ворога. Після того, як Ютландська битва продемонструвала обмеженість гідроавіаносців, було прийнято рішення про будівництво спеціалізованих капітальних кораблів (авіаносців) для перевезення, запуску та приймання літаків спостереження. Ці гідролітаки могли розвідувати військові кораблі ворога за межами зони огляду корабля і могли корегувати ведення артилерійського вогню при веденні бою на великій відстані. Після Другої світової війни на допомогу літакам морської та корабельної авіації, що здійснювали розвідку, надійшли гвинтокрили.
У розпал  Холодної війни у Сполучених Штатах з'явилися перші спеціальні літаки, на кшталт U-2 та SR-71, що здійснювали спостереження за ядерними об'єктами Радянського Союзу. Пізніше з'явилися інші типи розвідувальних літаків для спеціалізованих функцій у радіорозвідки та радіоелектронної розвідки, такі як RB-47, Boeing RC-135 та безпілотники Ryan Model 147.
З часів «холодної війни» більша частина стратегічної розвідувальної авіації перейшла до супутників, а тактична — до безпілотних літальних апаратів (БПЛА). Це було доведено в успішному використанні Ізраїлем та Сполученими Штатами в операції «Буря в пустелі».